# Juha Salminen
Juha Salminen (* 27. září 1976, Vantaa) je bývalý finský motocyklový závodník, jezdec enduro. V této disciplíně se stal osmkrát mistrem světa (1999-2004, 2007, 2011) v různých kubaturách, plus pětkrát mistrem světa celkovým (2000-2004). Většinu titulů získal na motocyklu KTM, jeden na Husqvarně. Spolu s finským týmem rovněž šestkrát vyhrál Šestidenní (1998, 2002-2006, 2001). Kromě endura jezdil i motokros a endurokros (závody v hale).